# Prostantheroideae
Sous-famille
Synonymes
- Chloanthaceae Hutch., Fam. Fl. Pl., ed. 2: 396 (1959).
- Chloanthoideae Briq. in H.G.A. Engler & K.A.E. Prantl, Nat. Pflanzenfam. IV, 3a: 144. 26 (1895).

Les Prostantheroideae sont une sous-famille de plantes à fleurs de la famille des Lamiaceae.
Le genre type est Prostanthera Labill.
Il contient les deux tribus des Chloantheae et des Westringieae.

## Publication originale
- Luerssen C., 1882. Handbuch der systematischen Botanik, mit besonderer Berücksichtigung der Arzneipflanzen = Medicinisch-pharmaceutische Botanik: zugleich als Handbuch der systematischen Botanik für Botaniker, Ärzte und Apotheker. 2. Band. H. Haessel, Leipzig.